# Суйстамо (платформа)
Су́йстамо (фин. Suistamo) — остановочный пункт и бывшая промежуточная железнодорожная станция на 334,9 км перегона Янисъярви — Леппясюрья линии Маткаселькя — Суоярви Октябрьской железной дороги. Расположен в населённом пункте станция Суйстамо Лоймольского сельского поселения Суоярвского района Республики Карелия.

## Современное состояние остановочного пункта
Путевое развитие станции было ликвидировано  в 1996 году, после чего Суйстамо превратился остановочный пункт. Тогда же был ликвидирован и работавший при станции Суйстамский лесозаготовительный пункт отдела лесного хозяйства Октябрьской железной дороги МПС РФ.

В настоящее время (2019 год) здание вокзала не сохранилось. На остановочном пункте выложена новая пассажирская платформа, установлен современный пассажирский павильон, а также новая информационная табличка с названием остановочного пункта. Несмотря на это пассажирский поезд здесь не останавливается. Сохранился советский кирпичный путейский сарай.

## История
Участок Маткаселькя — Лоймола был открыт 15 декабря 1920 года. Основной задачей было соединить железной дорогой восточные приграничные с СССР земли с центральной Финляндией. Участок Лоймола — Суоярви был открыт только 1 января 1923 года. А конечный пункт — станция Найстенъярви — 16 октября 1927 года. Станция Суйстамо имела два боковых пути.
Разъезд Суйстамо был открыт не в начале временного движения (15 декабря 1920 года), а лишь с возникновением регулярного движения 1 марта 1922 года, хотя здание вокзала было построено уже в 1921 году по тому же типовому проекту финского архитектора Ярла Викинга Унгерна (фин. Jarl Viking Ungern), что и для соседних Алатту и Леппясюрья. Новый разъезд административно подчинялся станции Лоймола и был расположен в малонаселённой лесной местности, в пяти километрах от приходской церкви. Изначально линию железной дороги планировалось построить в непосредственной близи от одноимённой деревни, однако из-за противодействия местных жителей железная дорога пошла за её пределами.
Ни один населённый пункт не возник в районе нового разъезда. Позднее разъезд  получил статус станции, однако во время Советско-финской войны (1941—1944) станция снова была понижена до уровня разъезда.
Новое здание вокзала было построено в 1943 году взамен старого, уничтоженного в ходе Советско-финской войны (1941—1944).

## Галерея

Остановочный пункт Суйстамо
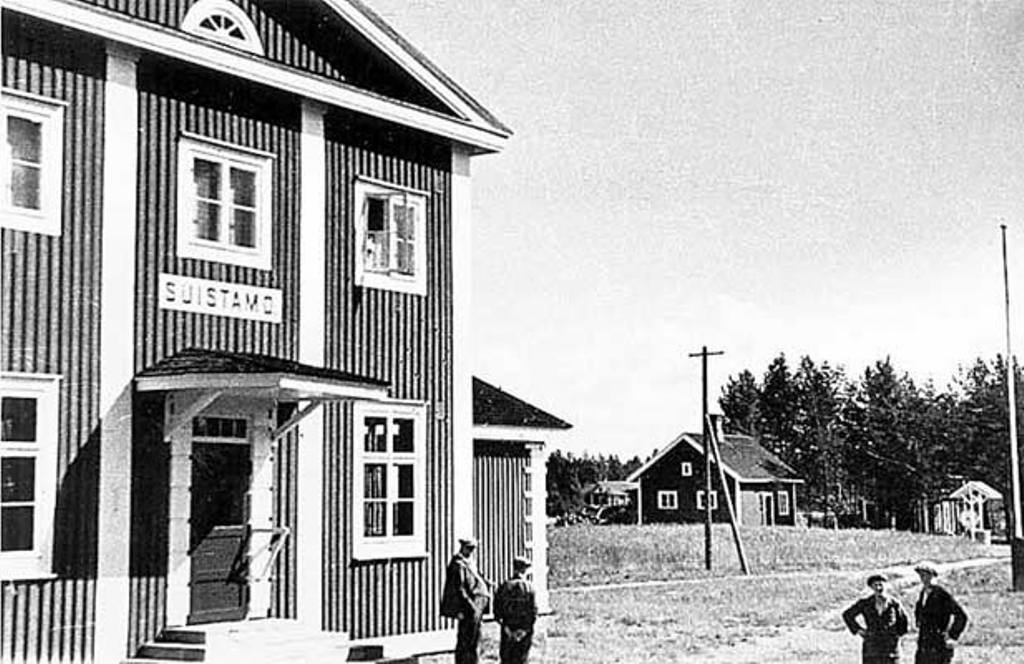
Вокзал, 1932 год.
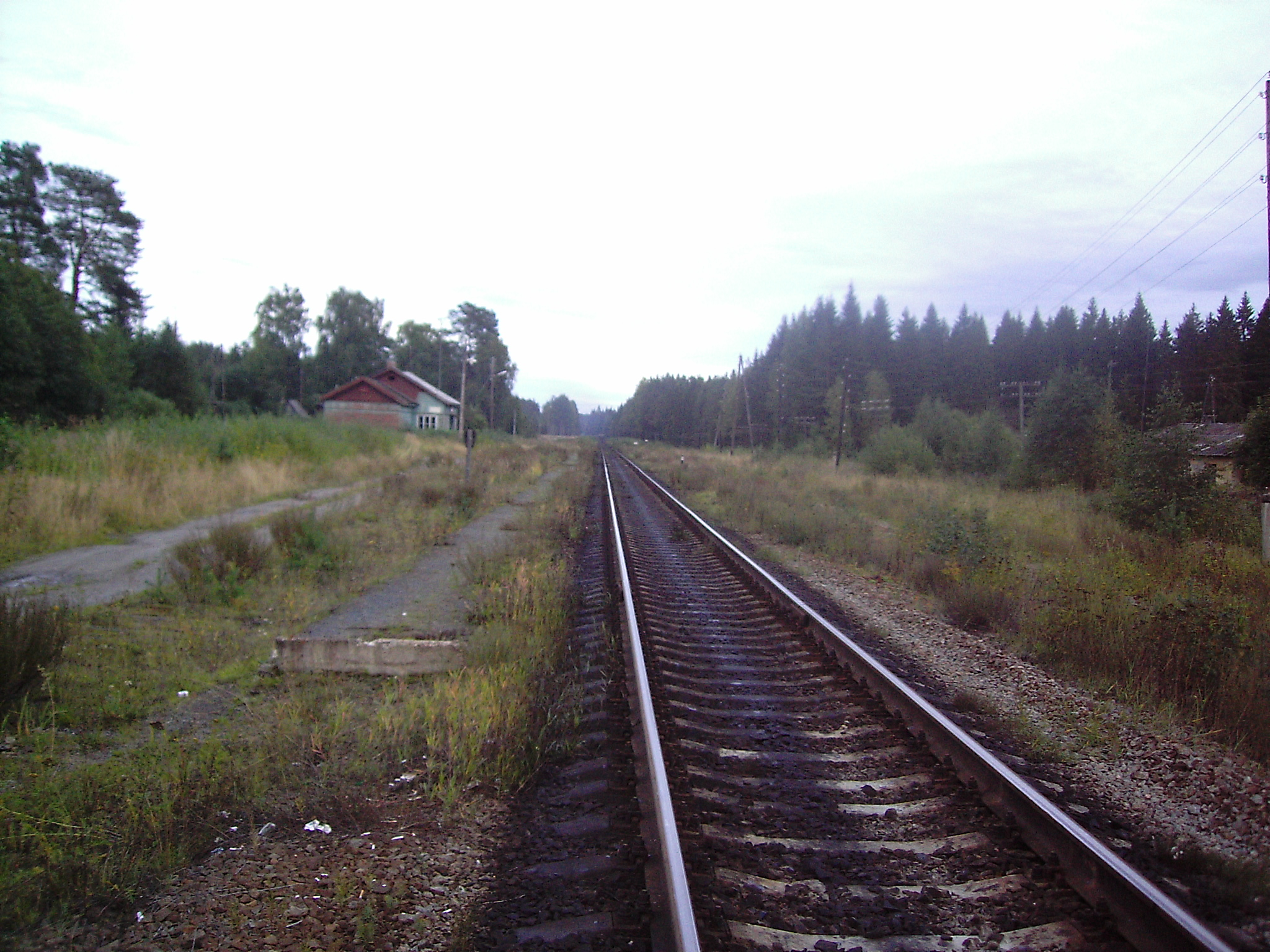
Вид в сторону ст. Леппясюрья, 2008 год.
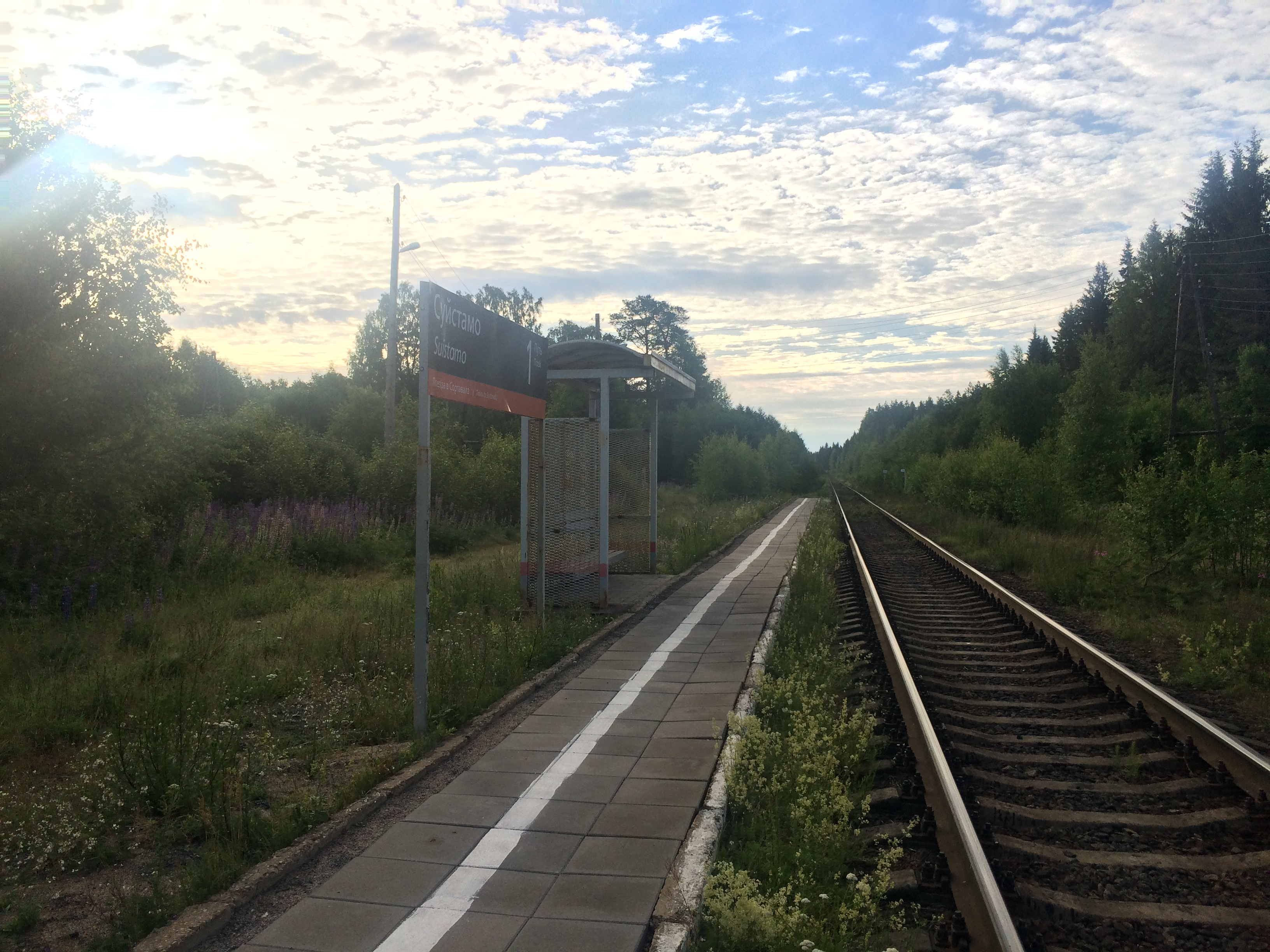
Вид в сторону ст. Леппясюрья, 2018 год.
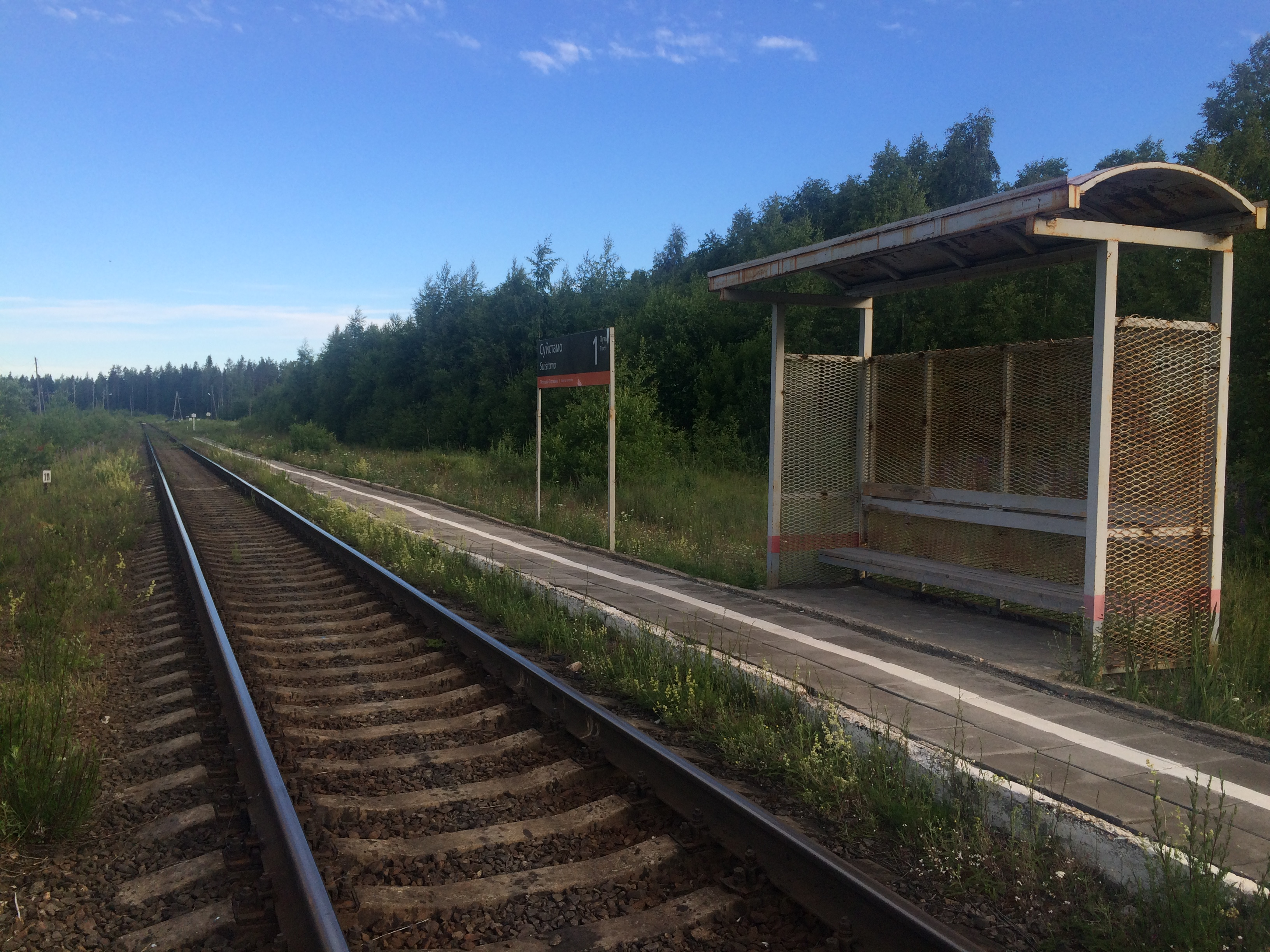
Вид в сторону оп Алатту, 2018 год.
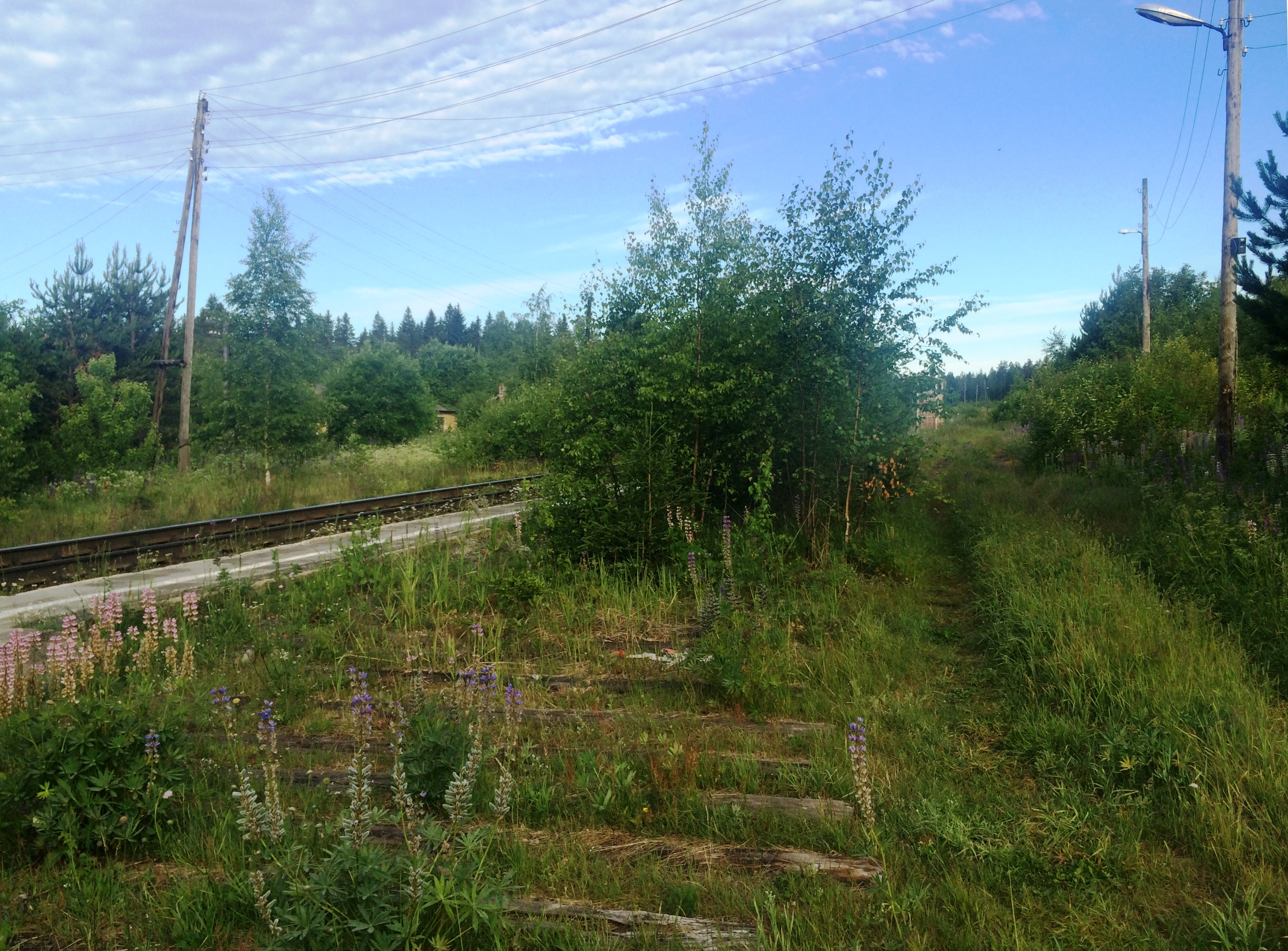
Разобранный путь.
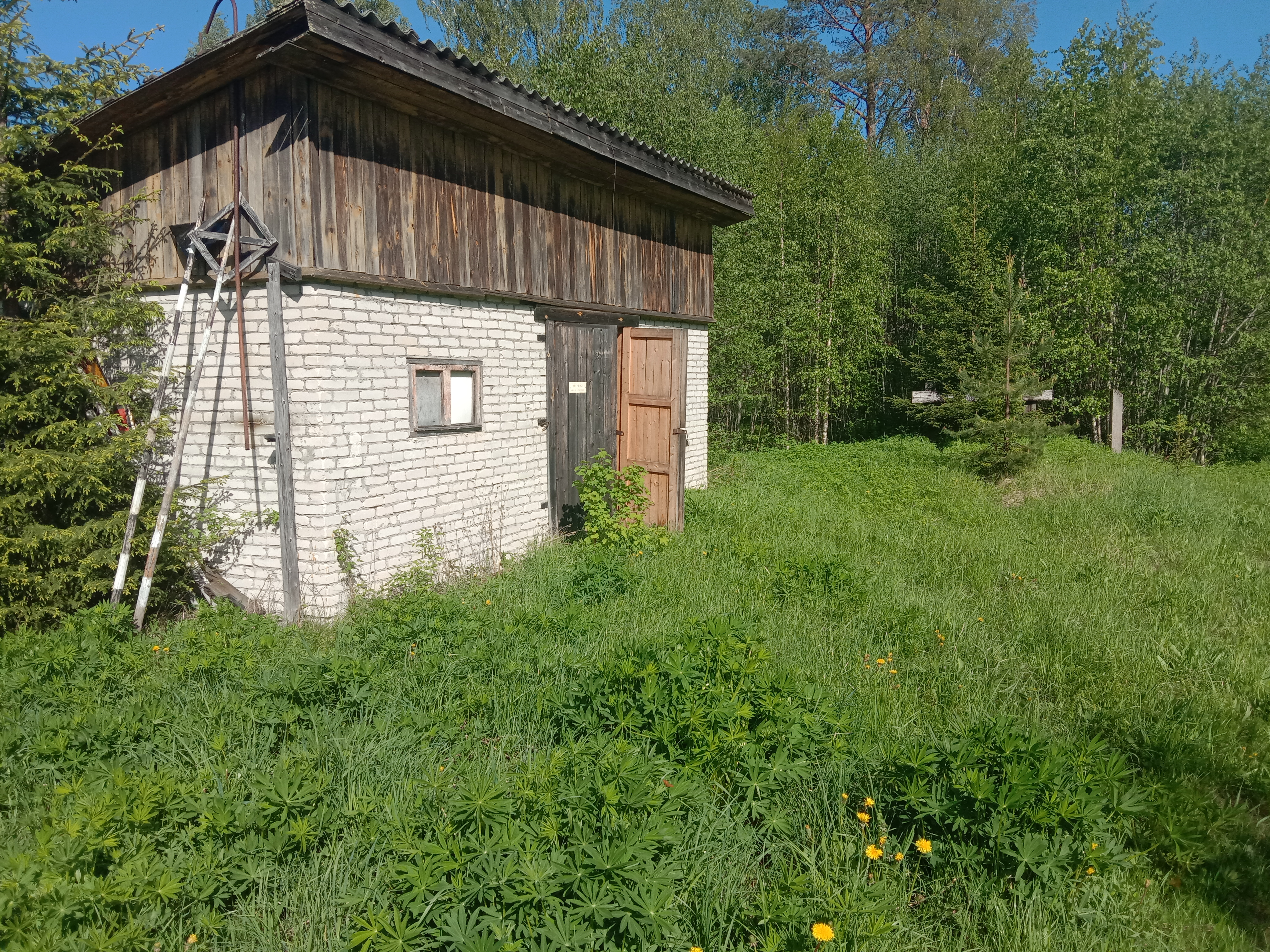
Бывший путейский сарай.
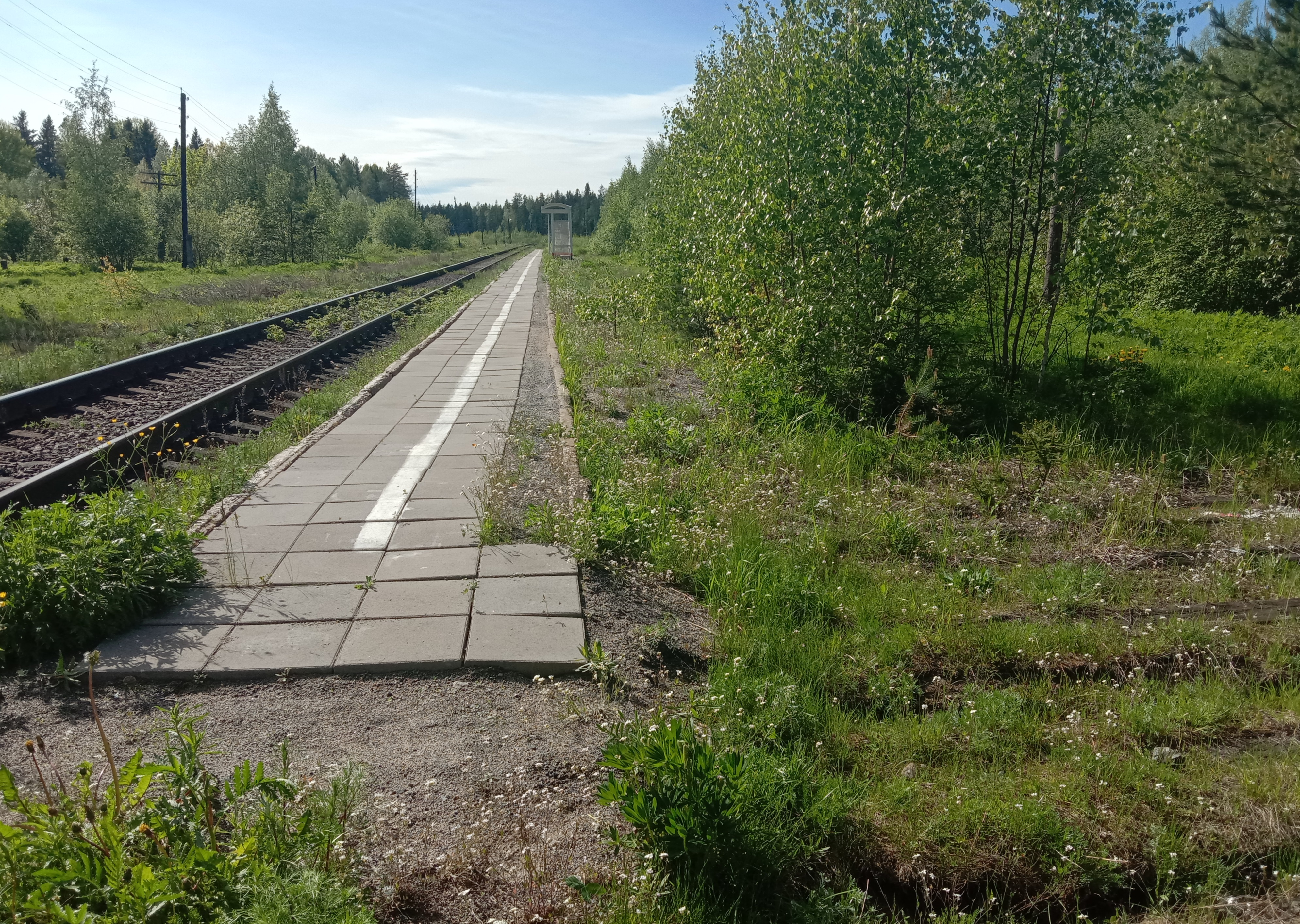
Новая пассажирская платформа, 2019 год.
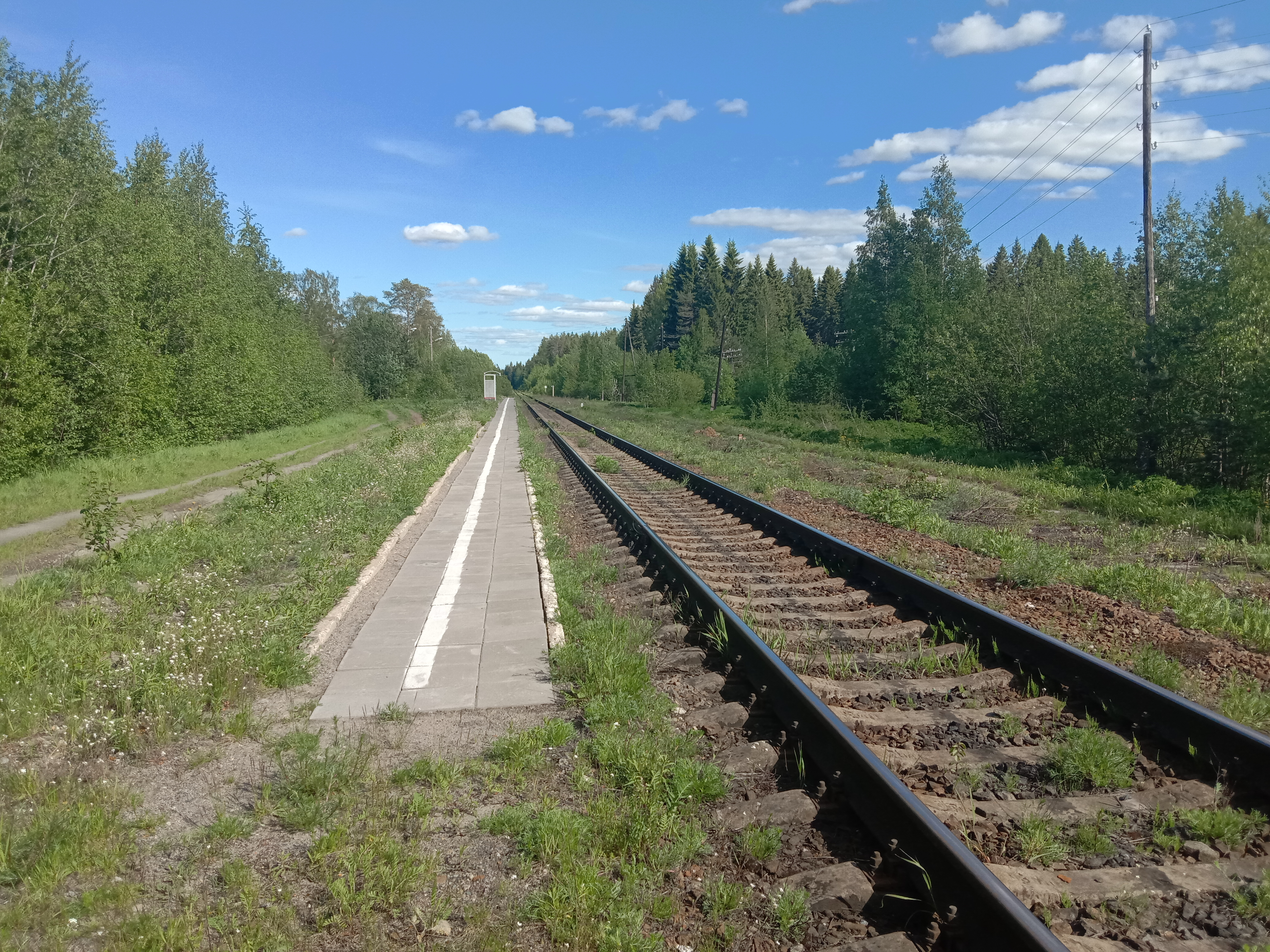
Новая пассажирская платформа, 2019 год.